# Monte di Tremezzo
Il Monte di Tremezzo è una montagna delle Prealpi Luganesi, alta 1.700 metri s.l.m. Si trova in provincia di Como sulla sponda occidentale del Lario, prende il nome dall'omonima località situata sotto il suo versante est.

## Descrizione
La vetta è raggiungibile senza particolari problemi anche perché non molto lontano sorge il Rifugio Venini-Cornelio (1.576 metri s.l.m.) collegato da una strada militare ai paesi di Pigra e Ponna e costruita nel periodo della prima guerra mondiale. Infatti, nella parte di tracciato tra il rifugio e la cima, sono presenti quattro postazioni d'artiglieria, un tempo blindate, costruite durante la realizzazione della Frontiera Nord, il sistema difensivo italiano verso la Svizzera popolarmente noto come Linea Cadorna. Sulla sommità è posto un piccolo monumento con una statuetta stilizzata della Vergine.

Dal Monte di Tremezzo si possono raggiungere comodamente a piedi il Monte Crocione (1.641 m s.l.m.) ed il Monte Galbiga (1.698 m s.l.m.).